# کایتو ناکامورا (بازیگر)
کایتو ناکامورا (انگلیسی: Kaito Nakamura؛ زادهٔ ۵ آوریل ۱۹۹۸) بازیگر، model اهل ژاپن است. وی از سال ۲۰۱۰ میلادی تاکنون مشغول فعالیت بوده‌است.